# Diálogo patriótico interesante
Der Diálogo patrótico interesante (der vollständige Titel lautet: Diálogo patriótico interesante entre Jacinoto Chano, capataz de una estancia en las islas de Tordillo, y el gaucho de la Guardia del Monte oder Deutsch in etwa: Interessantes patriotisches Gespräch zwischen Jacinto Chano, dem Großknecht einer Estancia auf den Tordillo-Inseln und dem Gaucho von Guardia del Monte) ist der erste der drei von Bartolomé Hidalgo abgefassten Diálogos. (dt.: Gespräche). Er wurde im Januar 1821 als Broschüre veröffentlicht und besteht aus 388 Versen.

## Inhalt

### Vers 1–8
Der Großknecht Jacinto Chano erreicht auf seinem Pferd die Ortschaft Guardia del Monte im Osten des heutigen Uruguay und wird von seinem Freund Ramón Contreras, dem im Titel erwähnten Gaucho der besagten Ortschaft, empfangen. Chano kommt von den im Atlantik vor der uruguayischen Küste liegenden Tordillo-Inseln.

### Vers 9–40
Nach der Reise gefragt, erzählt Chano, dass sein Pferd unterwegs scheu geworden sei, gebockt habe und anschließend beinahe in einen Graben gesprungen sei, diesen jedoch durch einen Satz habe überwinden können.

### Vers 41–45
Contreras lobt die Reitkünste seines Gesprächspartners, bietet diesem einen cimarrón, einen ungesüßten Mate, an und fragt ihn nach Neuigkeiten.

### Vers 46–60
Chano beginnt seine Rede mit einer Einleitung. Seinem Gesprächspartner erzählt er, dass er auf der Seite der amerikanischen Befreiungsbewegung gekämpft habe. Dabei bezieht er sich auf drei Etappen des Befreiungskampfes der Vereinigten Provinzen des Río de la Plata:
- die von Chano als solche bezeichnete primera patria (dt.: erstes Vaterland), die Phase der Juntas und Revolutionstriumvirate, von 1810 bis 1814.
- die von Chano als patria del medio (dt.: mittleres Vaterland) bezeichnete Phase der Directores Supremos, der Präsidenten der Vereinigten Provinzen des Río de la Plata von 1814 bis 1820
- und die von ihm als esta patria bezeichnete neue Phase, die 1820 mit Martín Rodríguez als Gouverneur und Bernardino Rivadavia als Minister beginnt und zahlreiche Reformen mit sich bringt.

Bei den ersten beiden Phasen habe er sich mit seinen Söhnen an den Befreiungskämpfen und Bürgerkriegen beteiligt, in der neuen Phase, so deutet er durch eine Ellipse an, beteilige er sich nicht an der politischen Entwicklung – wohl aus Misstrauen ihr gegenüber.

### Vers 61–68
Da Chano seine Schilderung unterbricht, um Mate zu trinken, ermuntert ihn Contreras fortzufahren.

### Vers 69–102
Chano beklagt sein Schicksal, das er wie auch dasjenige seines Vaterlandes von Haus zu Haus und von Ortschaft zu Ortschaft ziehend besinge. Nach dem zehn Jahre währenden Kampf gegen Ferdinand VII., frage er sich, welche Vorteile dadurch errungen worden seien. Nach dem Befreiungskampf seien Chaos und Armut ausgebrochen.

### Vers 103–112
Contreras stimmt Chano zu und fordert ihn auf, fortzufahren.

### Vers 113–180
Chano deutet an, dass sich die Unabhängigkeitskämpfer nach der Befreiung von der spanischen Krone nun gegenseitig bekämpften. Zudem beklagt er, dass die Provinzen des Río de la Plata drohten, im Zwist auseinanderzufallen. Dabei sollten doch alle gleich sein und ein jeder allein nach seinen Verdiensten beurteilt werden.
Als Beispiel führt er eine Parabel an: In der Estancia von Rincón habe Sayavedra, ein Freund der beiden Gesprächspartner, eine volteada veranstaltet, eine Art Ritual, bei dem die Gauchos die Rinder kastrieren, markieren und anschließend miteinander feiern. Bei der volteada sei es einem jungen Stier gelungen, sich vom Lasso loszureißen und zu entkommen. Die Gauchos hätten die Verfolgung aufgenommen. Es sei allerdings einem Fremden gelungen, den jungen Stier wieder einzufangen. Der Besitzer der Estancia habe den Fremden daraufhin belohnt, indem er ihn in Dienst genommen habe. Dies, so Chano, sei legitim, denn auch wenn der Fremde nicht zum Gaucho-Trupp gehöre, gelte dasselbe Gesetz für alle. Vor dem Gesetz spiele die Herkunft keine Rolle. Chano führt entsprechend seinem rioplatensischen Nationalismus allerdings ausschließlich Provinzen des Río de la Plata als Beispiel für die Herkunft an. Neben der Diskriminierung aufgrund der geographischen Herkunft kommt Chano zudem auf die Diskriminierung aufgrund der sozialen Herkunft zu sprechen. Er kommt ironisch zu dem Schluss, dass die Freiheit erst dann erreicht sei, wenn sein Pferd sprechen gelernt habe.

### Vers 181–188
Es erfolgt eine kurze beipflichtende Bemerkung Chanos.

### Vers 189–206
Chanos Meinung nach liegen die Missstände darin begründet, dass alle auf ihre Rechte pochten und dabei vernachlässigten, ihre Pflicht zu tun. Dies sei der Grund für die gegenwärtigen Machtkämpfe und der Zwist.

### Vers 207–274
Contreras beklagt die Geldverschwendung. Er trauert dem General Belgrano nach. Sein Bruder sei diesem begegnet und von da an habe Belgrano ihn bis zu seinem Tode nicht im Stich gelassen. Seit dem Tod Belgranos (1820), deutet er an, habe das Revolutionsheer nichts als Not erlitten. Sie seien in Lumpen durch die Lande gezogen, hätten nichts zu essen bzw. sehr schlechtes Essen gehabt. Invalide gingen leer aus, da die Kassen angeblich leer seien. Sie seien deshalb auf die Solidarität ihrer Mitstreiter angewiesen, die sie notdürftig versorgten. Auch Frauen, die im Krieg ihren Mann verloren hätten, seien zu einem Leben in Armut verdammt. Der Zustand der Städte sei beklagenswert. Als er mit seinem Pferd in eine Stadt geritten sei, sei dieses beinahe im Lehmboden versunken. Auch habe er in der Stadt ein Theater gesehen, dessen Bau vor vielen Jahren begonnen worden, aber nach wie vor eine Bauruine sei. Von den Bewohnern der Stadt habe er gehört, es sei viel Geld in das Theater investiert worden. Die Investoren hätten sich verkalkuliert. Der Ochsenkarren eines Freundes sei zudem auf einer neu gebauten Straße, in die ein Vermögen investiert worden sei, zu Bruch gegangen. Am Ende äußert er Zweifel, ob das viele Geld, von dem immer die Rede sei, tatsächlich vorhanden sei.

### Vers 275–310
Chano behauptet, dass ein großer Teil der Gelder nach Richtung Buenos Aires gingen. Er wolle schwören, dass das Geld vorhanden sei, um eine ordentlich ausgestattete Truppe von großem Ausmaß zu finanzieren. Statt dass Habenichtse, Soldaten, Offiziere, die Hunger litten und Witwen, die in ihrer Not von der Prostitution bedroht seien, Geld bekämen, schwämmen nichtsnutzige Opportunisten in Geld. Statt dass diejenigen, die sich für das Vaterland eingesetzt hätten, für ihre Dienste finanziell entschädigt würden, seien sie der Willkür ebendieser Opportunisten ausgesetzt.

### Vers 311–313
Contreras ergänzt Chanos Rede sarkastisch, vor dem Gesetz seien doch alle gleich.

### Vers 314–384
Chano zeigt sich zuversichtlich, da die Gesetze öffentlich bekanntgemacht würden. Es mangele noch an ihrer Durchsetzung. Allerdings beklagt er die Ungleichbehandlung von Gauchos und wohlhabenden Menschen. Verstoße ein Gaucho gegen ein Gesetz, werde er zu Recht ins Gefängnis geworfen. Wohlhabenden Männern begegne man stattdessen mit Nachsicht, empfange Schmiergelder oder diese würden auf ihre Ehre verweisen und Sonderrechte beanspruchen. Er vertraue aber auf die Reformierung der Justiz. Des Weiteren appelliert er an die Generäle der Revolution und an die Regierung, dass sie das Land wieder auf die richtige Bahn bringen mögen und dass dies in der Rechtsprechung und der Befolgung der Vernunft zum Ausdruck komme. Wenn Übeltäter bestraft, Menschen, die sich verdient gemacht hätten, belohnt würden und dem Zwist der Krieg erklärt würde, würden sie freie Menschen sein. Er als einfacher Gaucho bitte die Amerikaner um Einigkeit und erwarte für seine Dienste kein Geld, da er keine Ambitionen hege. Schließlich verabschiedet er sich von Ramón Contreras.

### Vers 385–388
Während Chano in Richtung Tordillo-Inseln zurückreitet, sieht Ramón Contreras nach seiner Viehherde.